# AS Moulins
Association Sportive Moulins Football 03 Auvergne, thường được gọi là AS Moulins hoặc đơn giản là Moulins, là một câu lạc bộ bóng đá Pháp có trụ sở tại Moulins. Câu lạc bộ được thành lập vào năm 1927. Moulins chơi tại sân Stade Hector Rolland, có sức chứa 3.500, và màu sắc của câu lạc bộ là trắng và xanh.

## Đội hình hiện tại
Kể từ ngày 22 tháng 2 năm 2018 
| No. |        | Position | Player             |
| --- | ------ | -------- | ------------------ |
|     | France | GK       | Clément Guiot      |
|     | France | GK       | Grégoire Charpin   |
|     | France | DF       | Kévin Dumont       |
|     | France | DF       | Fabien Duron       |
|     | France | DF       | Mathieu Jaunet     |
|     | France | DF       | Alexis Raynaud     |
|     | Mali   | DF       | Mamadou Sissoko    |
|     | France | DF       | Pierre Groisne     |
|     | France | DF       | Bastien Boissonnet |
|     | France | MF       | Clément Kothe      |
|     | France | MF       | Lucas Gruet        |
|     | France | MF       | Kévin Sevestre     |

| No. |        | Position | Player             |
| --- | ------ | -------- | ------------------ |
|     | France | MF       | Jonathan Veline    |
|     | France | MF       | Yohan Couto        |
|     | France | MF       | Louis Leger        |
|     | France | MF       | Noham Daraa        |
|     | France | FW       | Victor Serve       |
|     | France | FW       | Simon Lopes        |
|     | France | FW       | Lucas Marceau      |
|     | France | FW       | Benjamin Margottat |
|     | France | FW       | Yohan Djuga        |
|     | France | FW       | Etienne Charpin    |
|     | France | FW       | Maxime Brenon      |

## Danh hiệu
- Giải vô địch Auvergne DH: 1931, 1934, 1935, 1938, 1940, 1960, 1968, 1992, 2000